# Pon de Replay
Pon de Replay је дебитантски сингл барбадошке певачице Ријане, са њеног првог студијског албума Music of the Sun (2005). Написали су га и продуцирали Вада Ноблс, Алиша Брукс, Карл Стуркен и Еван Роџерс. Песма је објављена 24. маја 2005. као водећи сингл са албума. То је денс-поп, денсхол и РнБ песма која садржи елементе попа и регеа. Текст описује Ријану која тражи од ди-џеја да појача њене омиљене песме. Назив песме значи „играј поново” на Бајан креолу, једном од два званична језика Барбадоса.